# Jan Nepomucen
Jan Nepomucen, także Jan z Pomuku (ur. między 1340 a 1346 w Pomuku, zm. 20 marca 1393 w Pradze) – czeski duchowny, kanonik, wikariusz generalny archidiecezji praskiej, męczennik i święty Kościoła katolickiego.

## Życiorys
Urodził się pomiędzy 1340 a 1346 rokiem w Pomuku. Jego ojciec Velfin był sołtysem Pomuku w latach 1355-1367. Jako kleryk, Jan pełnił funkcję notariusza publicznego z rekomendacji Jana Očko. Około 1380 roku przyjął święcenia kapłańskie i został proboszczem w kościele św. Gawła. Następnie rozpoczął studia prawnicze na Uniwersytecie Karola w Pradze, gdzie w 1381 roku uzyskał stopień bakałarza. Biskup Jan z Jenštejnu wysłał potem Nepomucena na Uniwersytet Padewski, gdzie został rektorem studentów zaalpejskich. 17 października 1387 roku zdał egzamin doktorski z dziedziny prawa kanonicznego i powrócił do Pragi. W trakcie studiów został kanonikiem kolegiaty praskiej św. Idziego, a w 1389 mianowany został wikariuszem generalnym arcybiskupa praskiego. Rok później został archidiakonem w Žatcu.
Jako wikariusz generalny rozpatrywał sprawę Macieja z Janowa, który 19 października 1389 roku publicznie odwołał głoszone przez siebie poglądy. Dwa lata później synod z inspiracji Jana uznał, że osoby świeckie mogą przyjmować Komunię częściej niż zalecały ówczesne reguły kanoniczne. Na przełomie lat 80. i 90. XIV wieku nasiliły się konflikty na tle religijnym. Było to spowodowane faktem, że król Wacław IV pozornie sprzyjał Kościołowi rzymskiemu i papieżowi Urbanowi VI, a potajemnie spiskował z antypapieżem Klemensem VII. W 1392 roku sytuacja duchowieństwa wiernego Rzymowi się pogorszyła, a księża zaczęli padać ofiarą prześladowań. Wskutek skazania na śmierć dwóch duchownych, Jan z Jenštejnu obłożył podkomorzego Zygmunta Hulera ekskomuniką.
Król Wacław planował utworzyć nową diecezję podległą bezpośrednio władzy świeckiej, aby pozbyć się wpływów arcybiskupa praskiego. Siedzibą miał być klasztor benedyktynów w Kladrubach. Tamtejszy opat Racek zmarł na początku 1393 roku, jednak mnisi bezzwłocznie wybrali jego następcę – Olena. Spowodowało to gniew Wacława, który wzmożył represje. 19 marca arcybiskup i król podpisali porozumienie, jednak następnego dnia Wacław IV kazał aresztować Něpra, Nepomucena, Mikuláša Puchnika i Václava Knoblocha. Całą czwórkę zabrano do Zamku Praskiego, gdzie rozpoczęto przesłuchanie. Następnie w ratuszu przesłuchano ochmistrza Něpra, a pozostałą trójkę przesłuchano w budynku sądu. Byli tam poddawani torturom, jednak Něpr, Puchnik i Knobloch odzyskali wolność. Jan był już wówczas bliski śmierci, dlatego dostojnicy królewscy postanowili go związać, zakneblować, przenieść na most Karola i wrzucić do Wełtawy. Jego ciało wyłowiono następnego dnia i pochowano w kościele Świętego Krzyża, a po trzech latach przeniesiono do grobowca w praskiej katedrze Św. Wita. W latach 1733–1736 w południowym ramieniu obejścia (ambitu) wzniesiono mu srebrny nagrobek – dzieło wiedeńskiego złotnika Josepha Würtha.
Jedna z teorii na temat jego śmierci mówi, że Nepomucen nie chciał zdradzić tajemnicy spowiedzi żony króla Zofii Bawarskiej. Wacław IV planował wystarać się o stwierdzenie nieważności małżeństwa, by móc poślubić księżniczkę aragońską Joannę. Zofia miała w tej sprawie zasięgnąć rady u wikariusza generalnego, podczas spowiedzi.

## Kult
Kult św. Jana Nepomucena rozwijali głównie jezuici, rozprzestrzenił się on na ościenne kraje, trafił między innymi do Polski, Austrii i Niemiec.
Jan Nepomucen został beatyfikowany w 1721 roku przez Innocentego XIII, a kanonizowany 19 marca 1729 przez Benedykta XIII. Już wcześniej uchodził za nieformalnego patrona Czech, a jego kult rozprzestrzenił się na sąsiednie ziemie, zwłaszcza Śląsk.
Jego wspomnienie liturgiczne w Kościele katolickim obchodzone jest 21 maja.

### Ikonografia
W ikonografii święty przedstawiany jest w stroju kapłańskim, w sutannie, rokiecie, birecie. W ręku palma męczeńska; krucyfiks, niekiedy trzyma palec na ustach, symbol zachowanej tajemnicy spowiedzi.
Jego atrybutami są: klucz, książka, kłódka, krzyż w ręce, zapieczętowany list, most (z którego został zrzucony), pieczęć, wieniec z pięciu gwiazd (w środku napis tacui – milczałem), woda, zamek.

### Patronat
Jest patronem jezuitów, Pragi, spowiedników, szczerej spowiedzi, dobrej sławy i tonących oraz orędownikiem podczas powodzi. Jest także patronem mostów.
Według tradycji ludowej był świętym, który chronił pola i zasiewy przed powodzią, ale również i suszą. Dlatego figury Jana Nepomucena (nepomuki) można spotkać jeszcze dzisiaj przy drogach w sąsiedztwie mostów, rzek, ale również na placach publicznych i kościelnych oraz na skrzyżowaniach dróg.

### Pomniki
Pierwszą figurą Jana Nepomucena jest pomnik w Pradze, na moście Karola, z którego miał zostać zrzucony. Wokół jego głowy pojawiło się pięć gwiazd (symbolizujących pięć cnót męczeńskich), tworzących aureolę, która ponoć miała ukazać się w miejscu wrzucenia go do rzeki. Pomnik ten ustalił kanon dla ikonografii, kolejne przedstawienia opierały się na pomniku praskim. W 1724 roku figura św. Jana Nepomucena stanęła w Wodzisławiu Śląskim. We wsi Chochołów koło Zakopanego znajduje się figura Jana Nepomucena upamiętniająca powstanie chochołowskie z 1846 roku. Figura Jana Nepomucena znajduje się także w Kostuchnie, dzielnicy Katowic, postawiona w 1892 roku.

## Galeria wybranych pomników

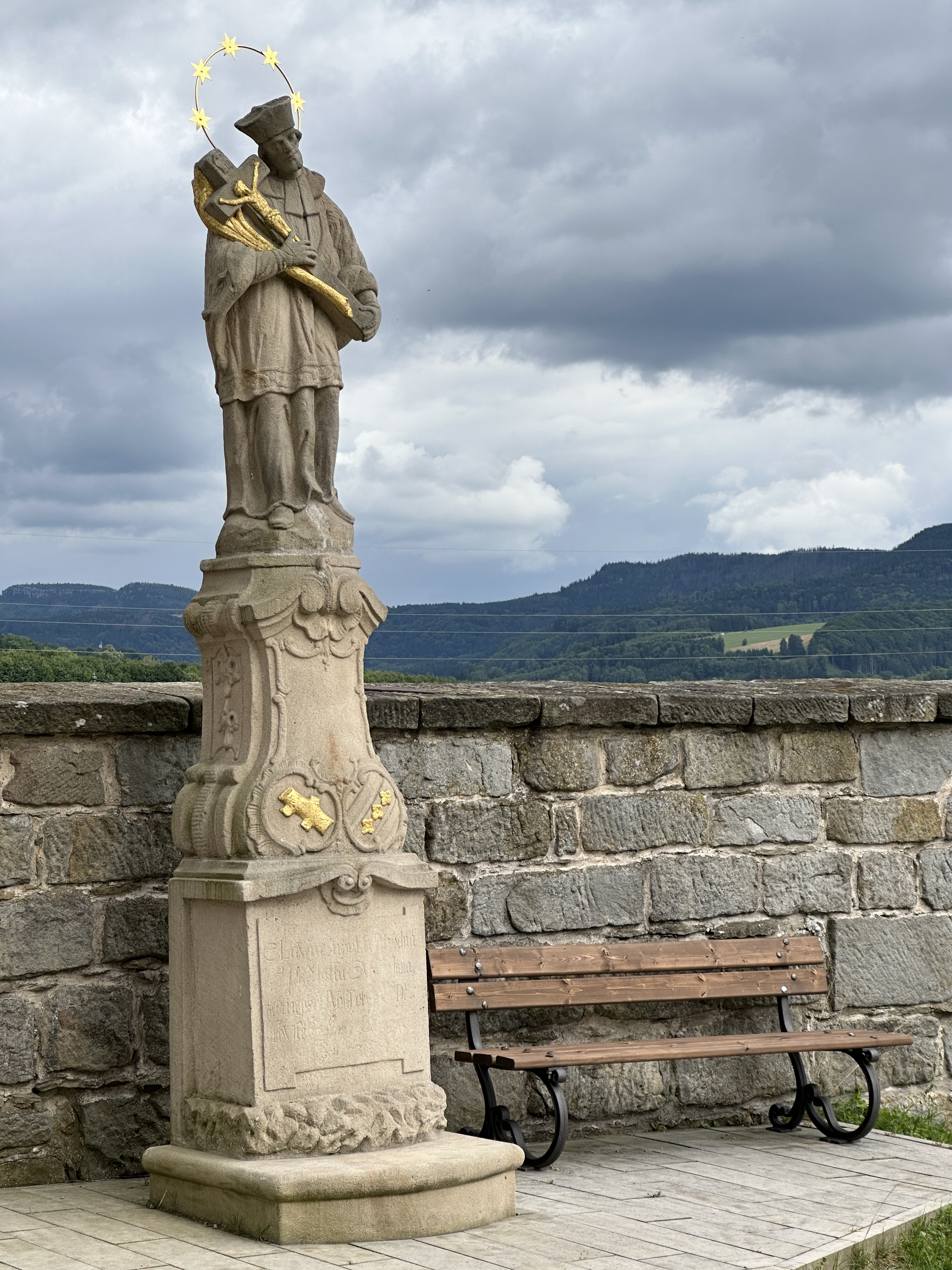
Posąg w Bezděkovie nad Metují
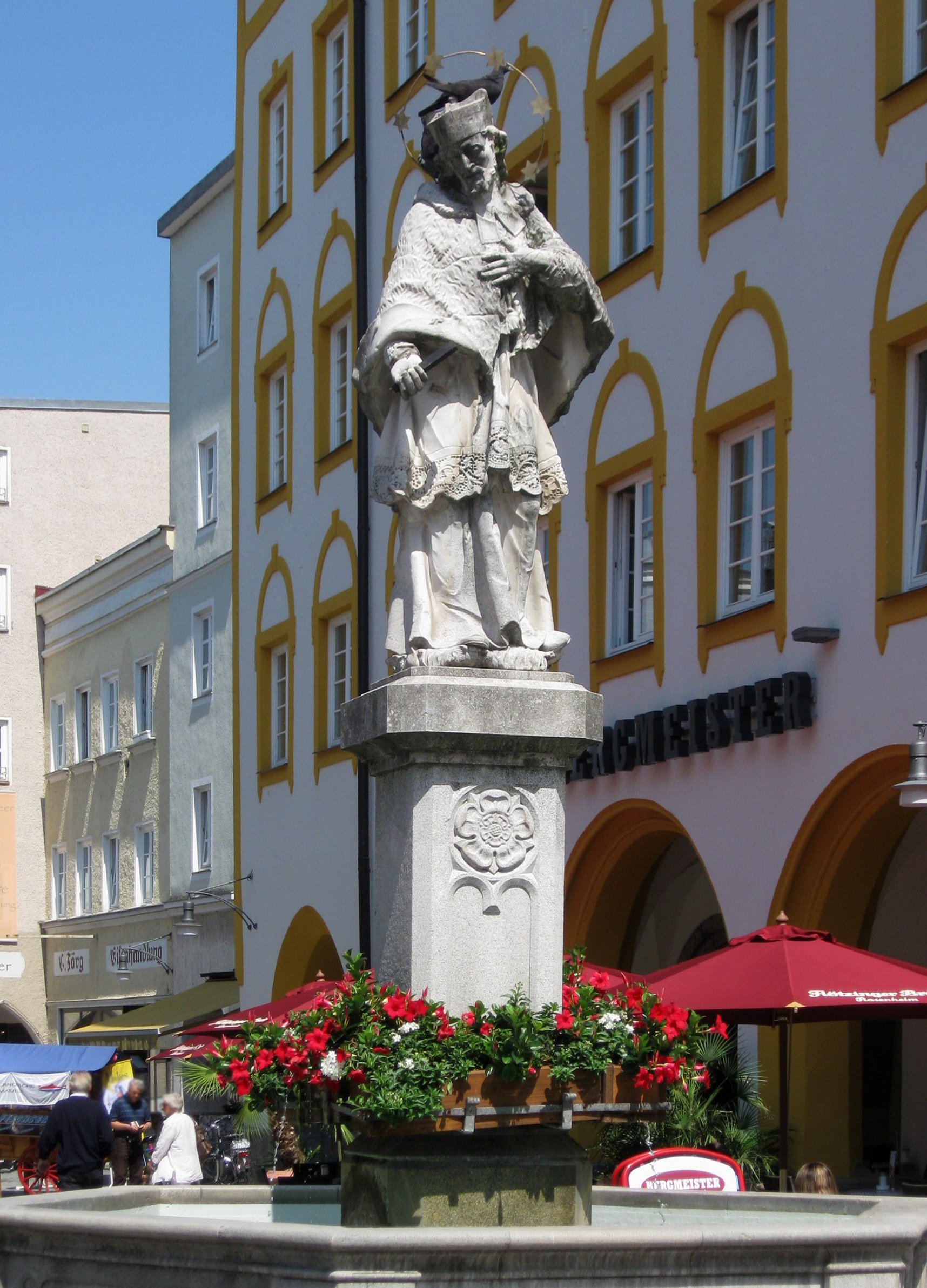
Fontanna św. Jana Nepomucena w Rosenheim (Bawaria)
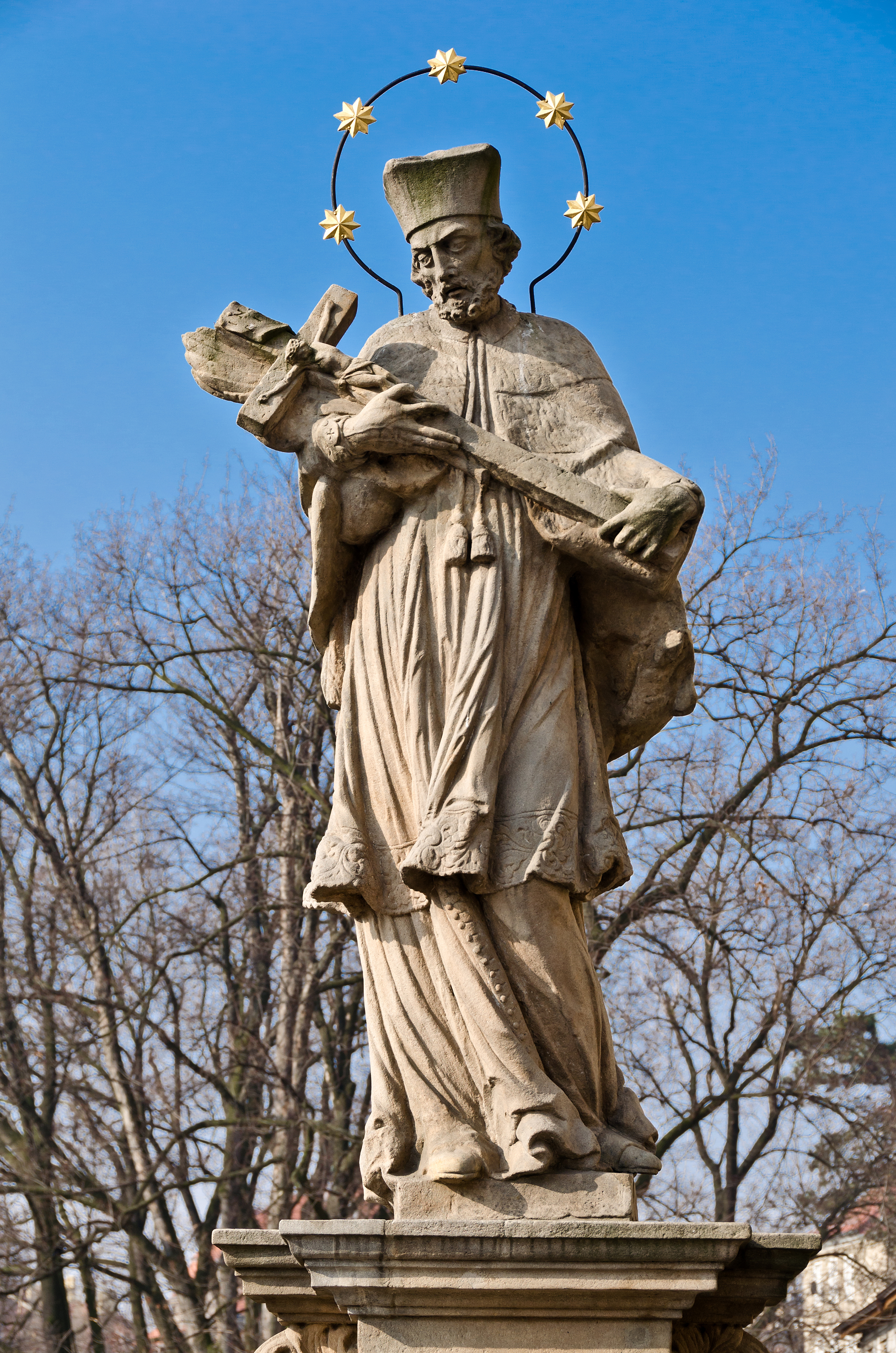
Posąg św. Jana Nepomucena na moście gotyckim w Kłodzku
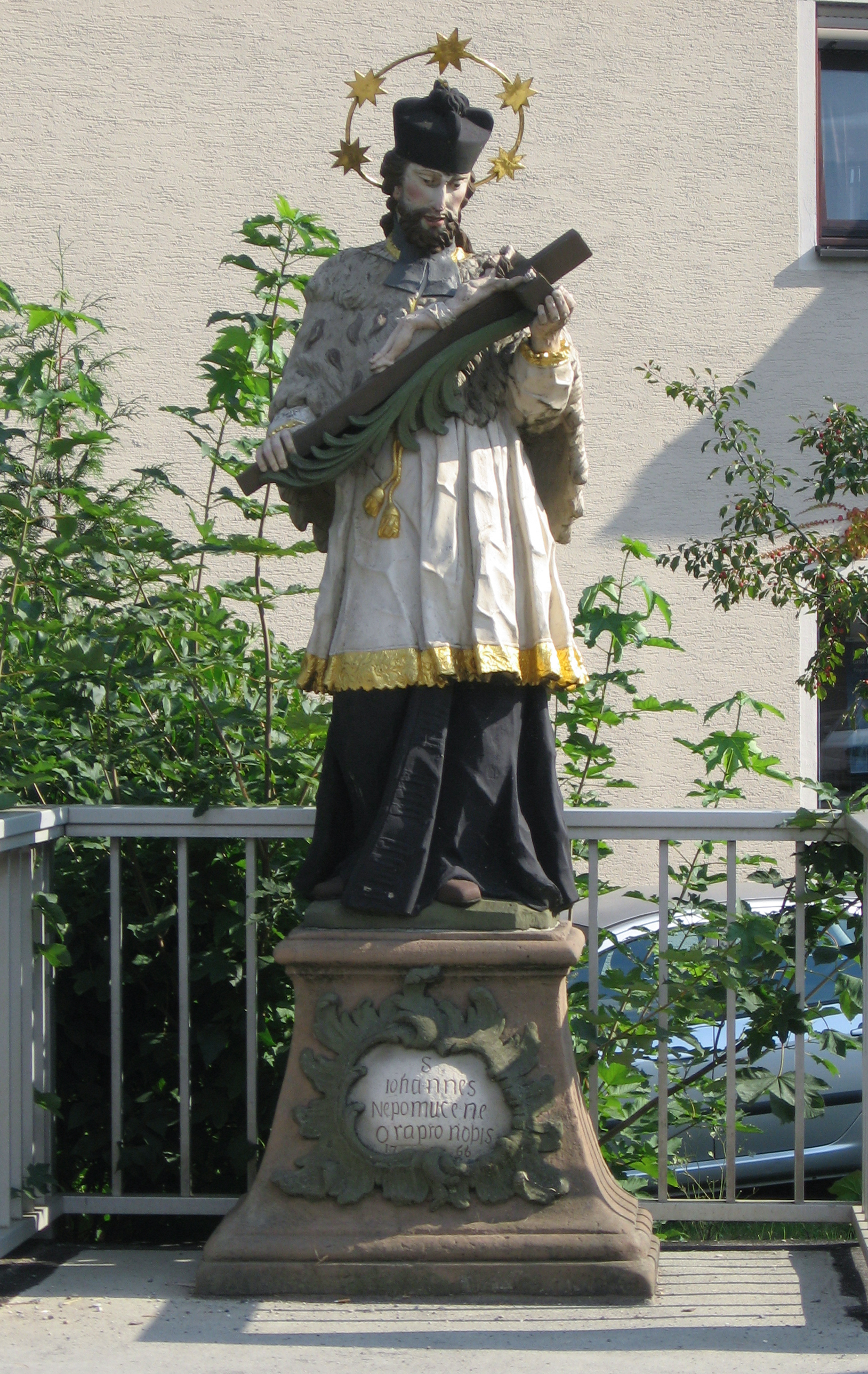
Pomnik św. Jana Nepomucena w Bühlertann
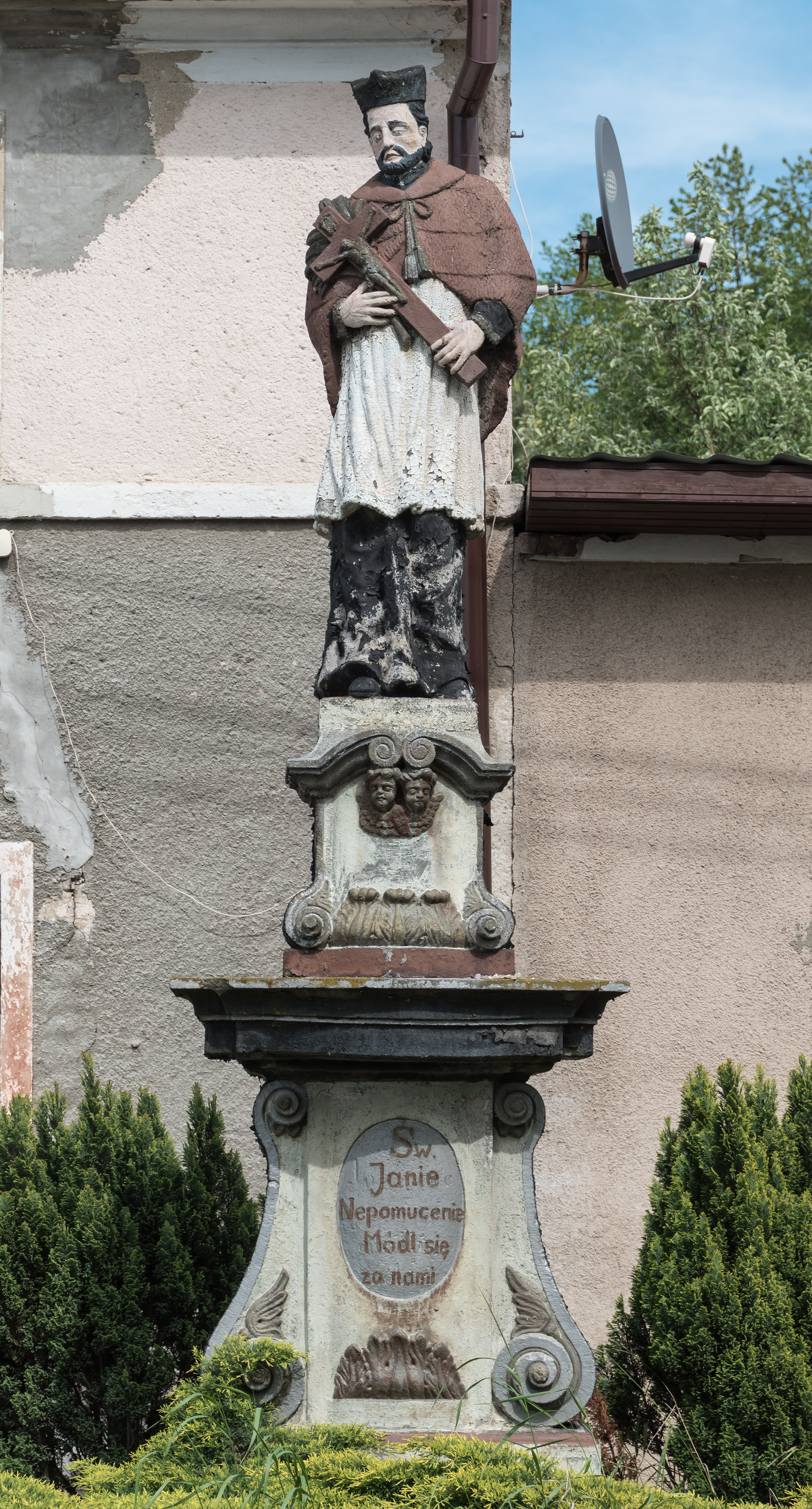
Figura w Boguszynie
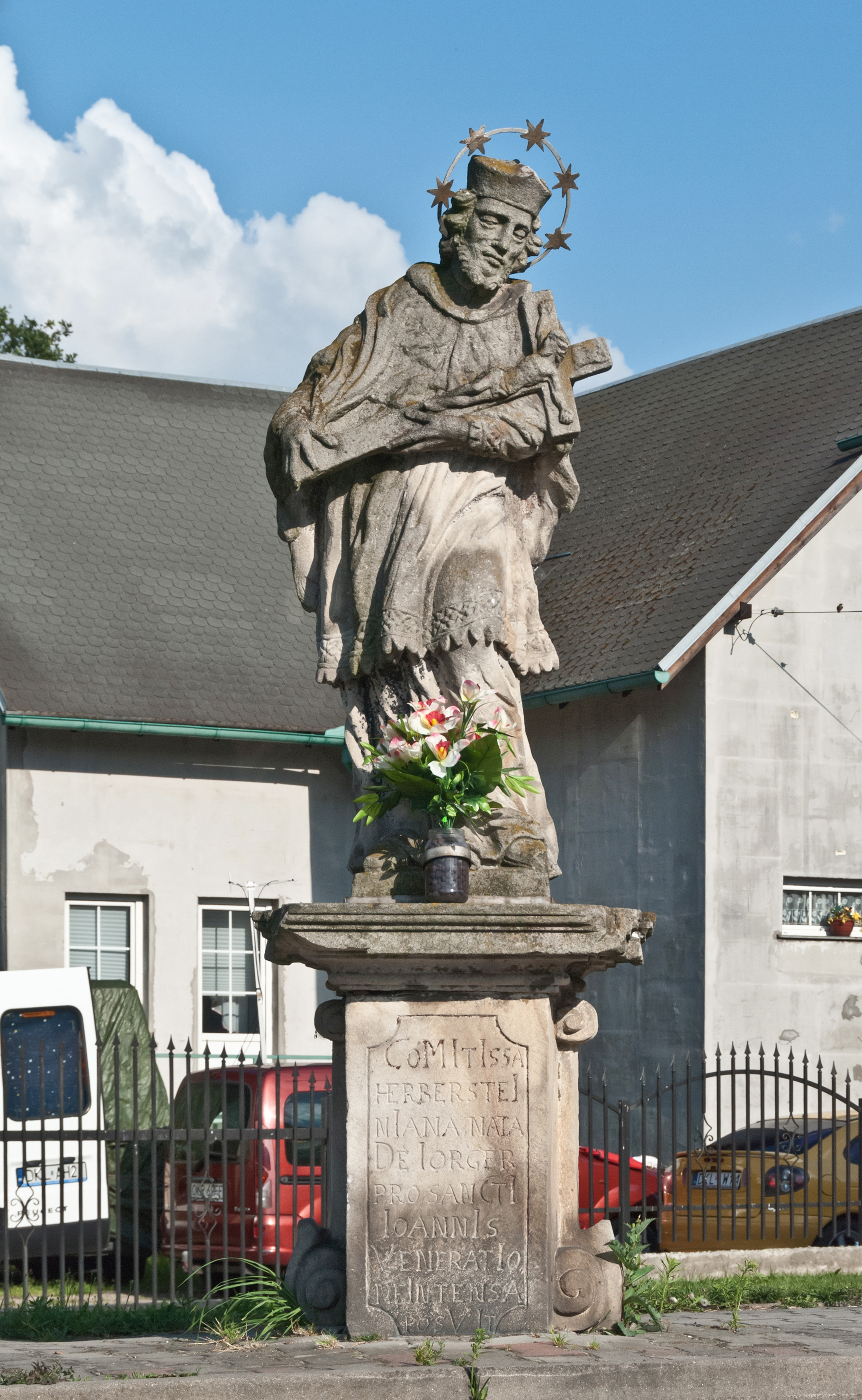
Figura w Gorzanowie
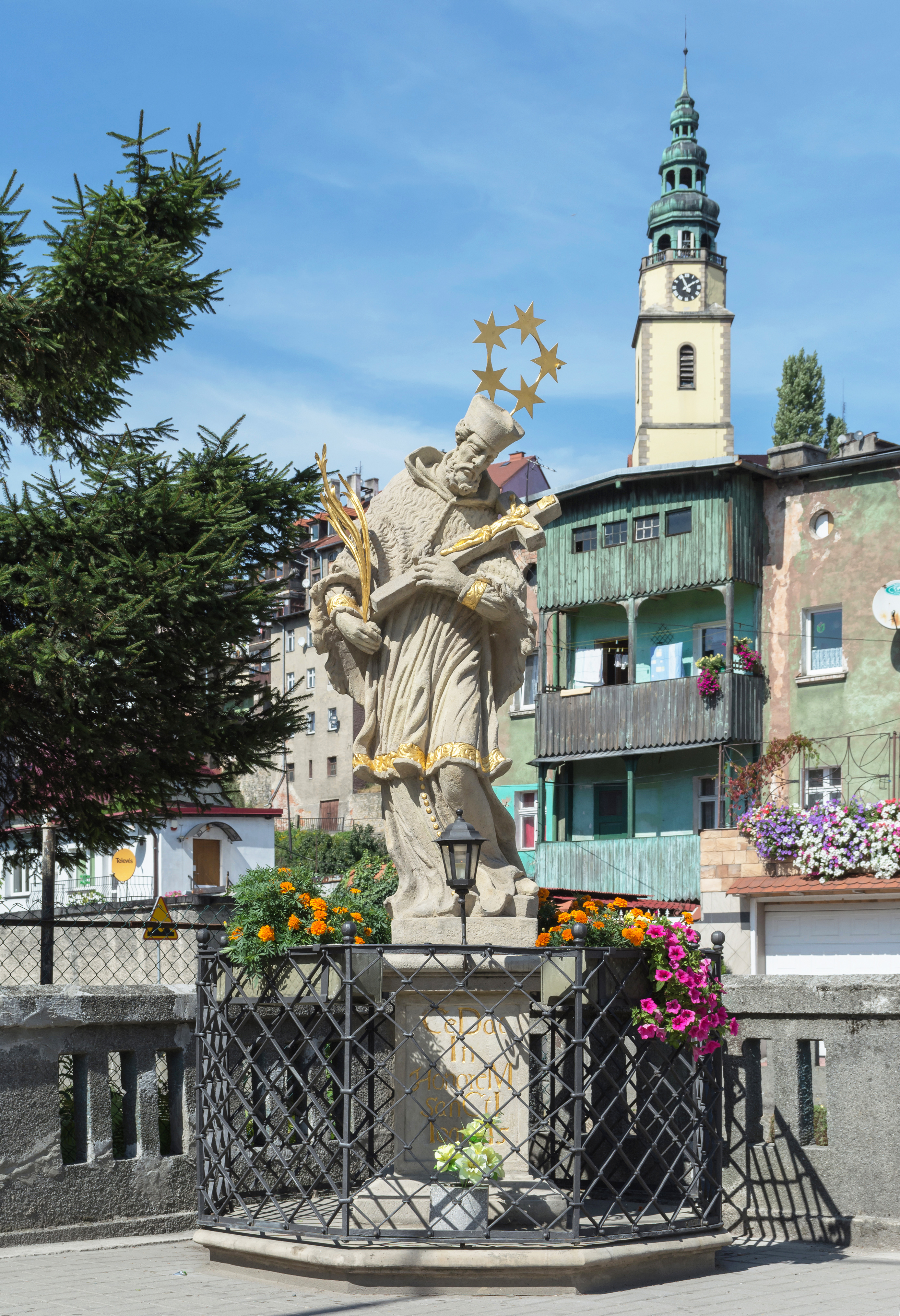
Posąg św. Jana Nepomucena w Bystrzycy Kłodzkiej
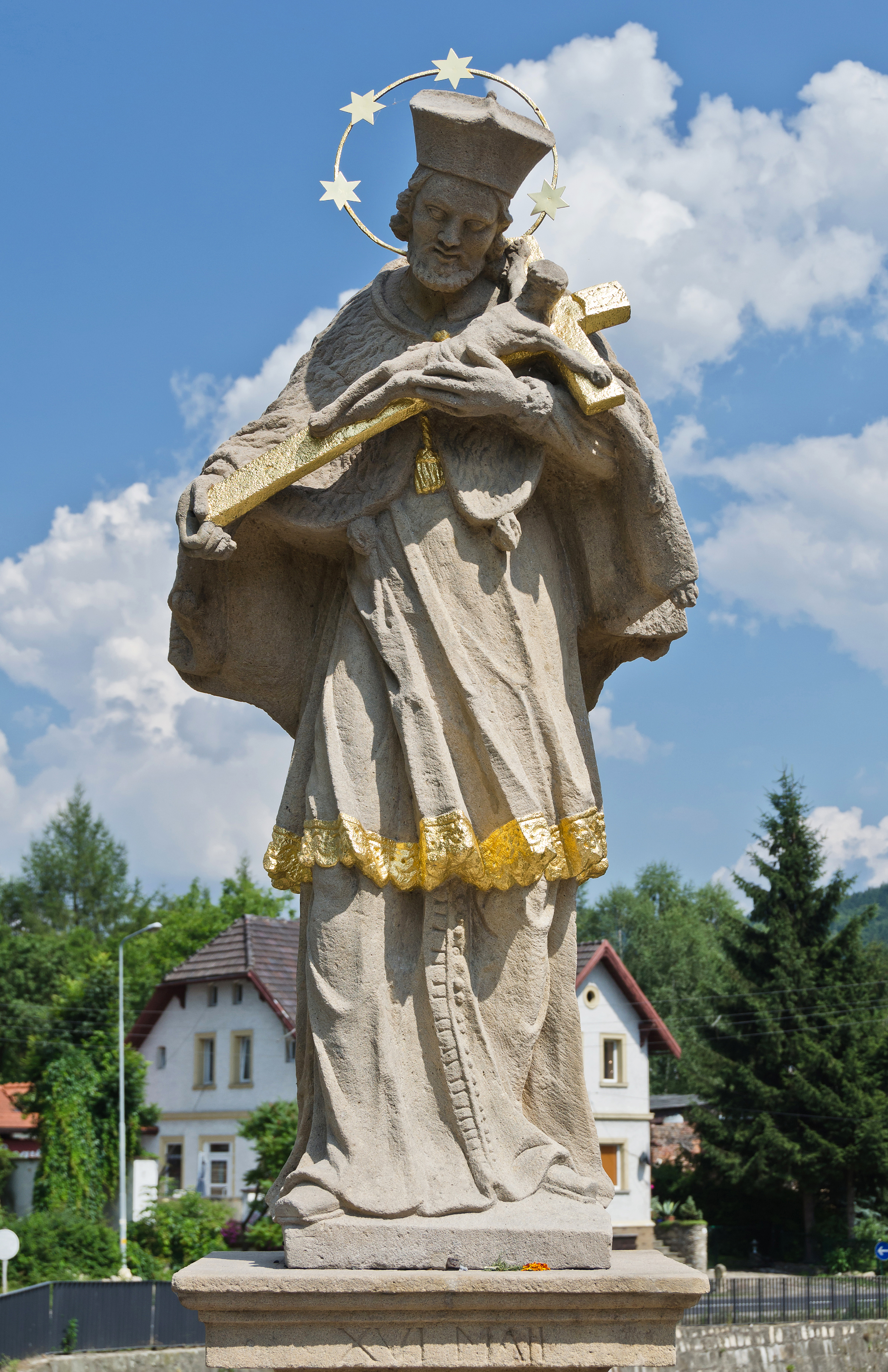
Figura św. Jana Nepomucena na moście św. Jana w Lądku-Zdroju
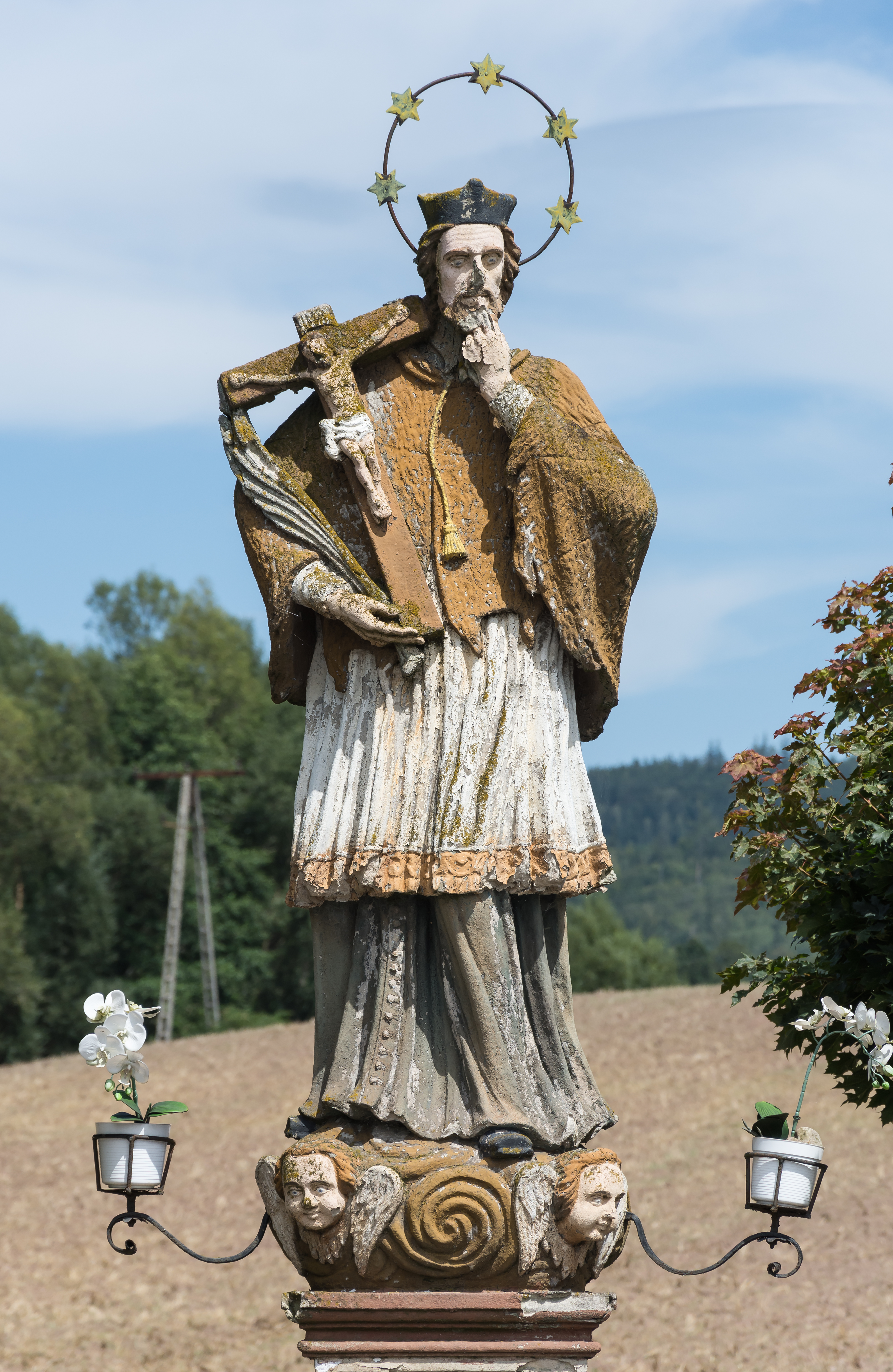
Figura św. Jana Nepomucena w Ścinawce Średniej
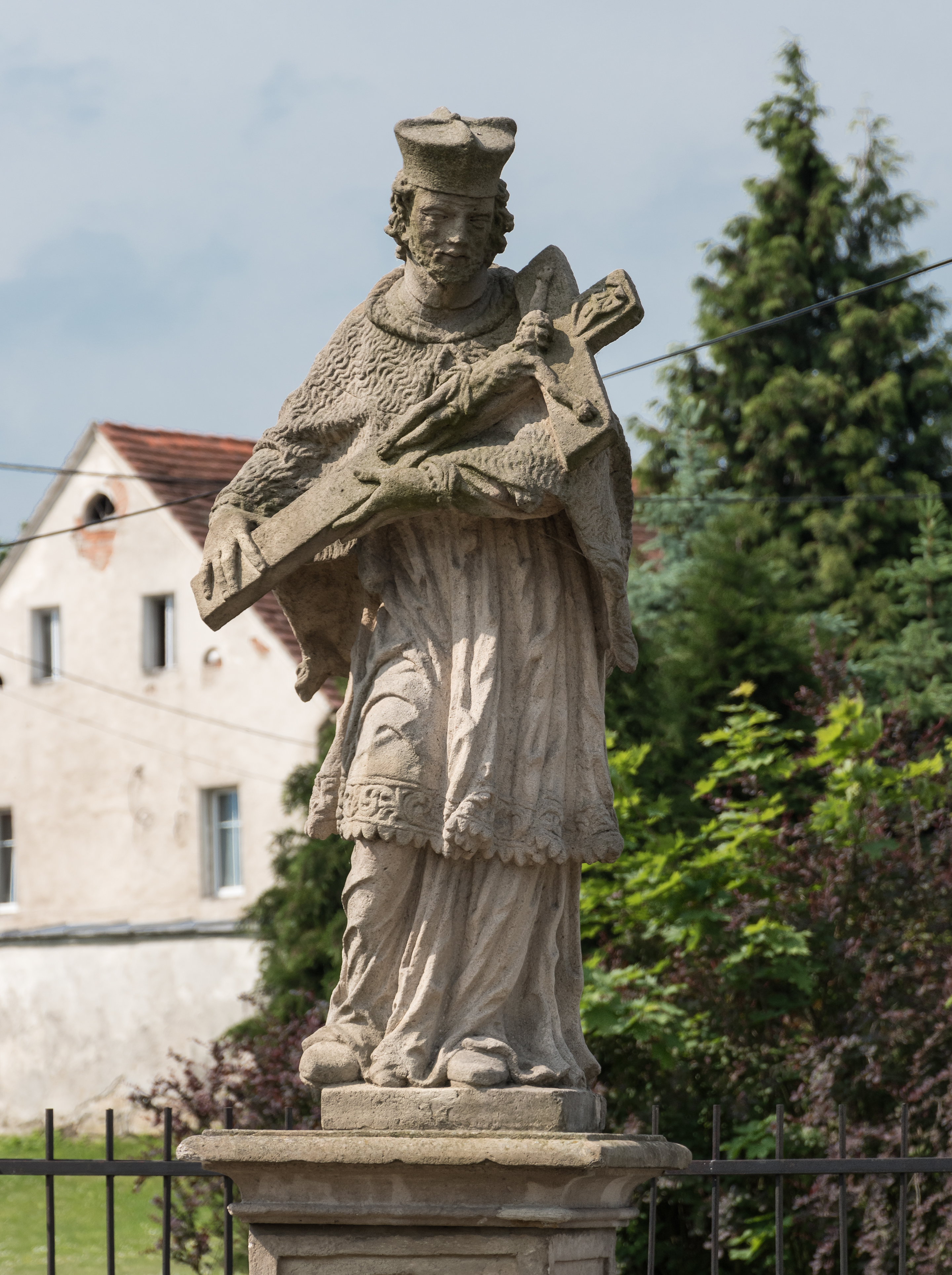
Figura w Wilkanowie
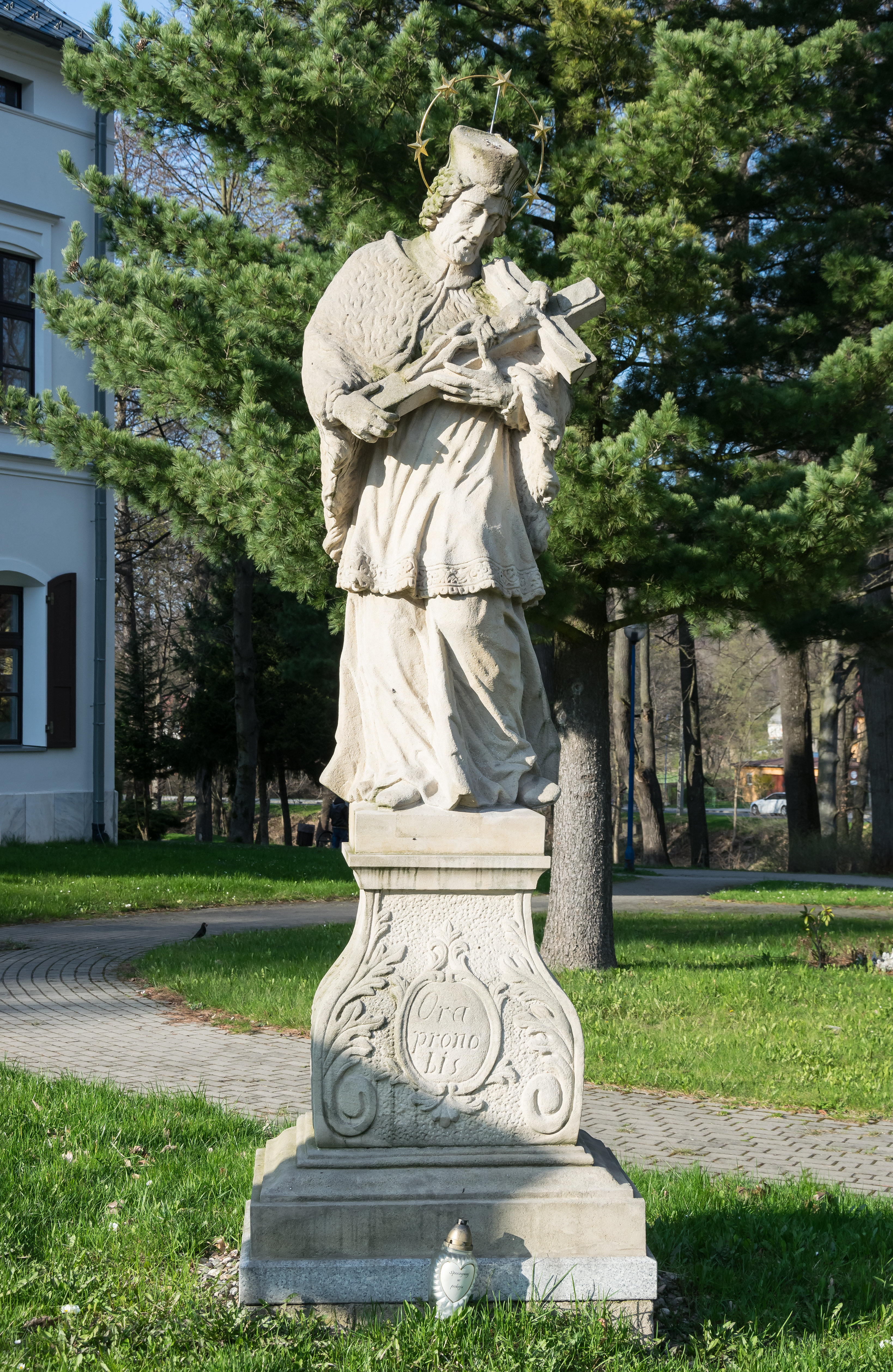
Figura św. Jana Nepomucena w Stroniu Śląskim
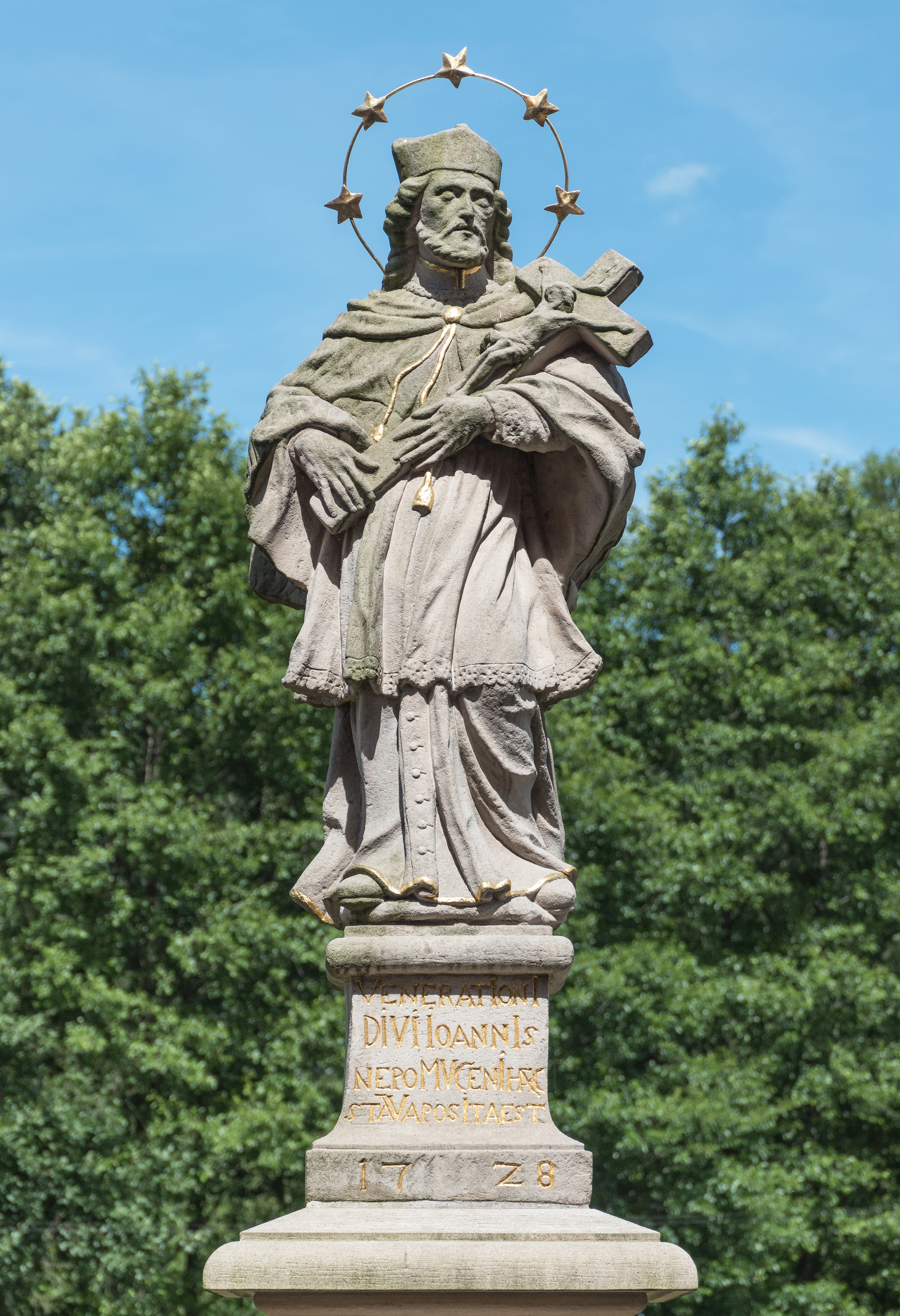
Figura św. Jana Nepomucena w Bolesławowie
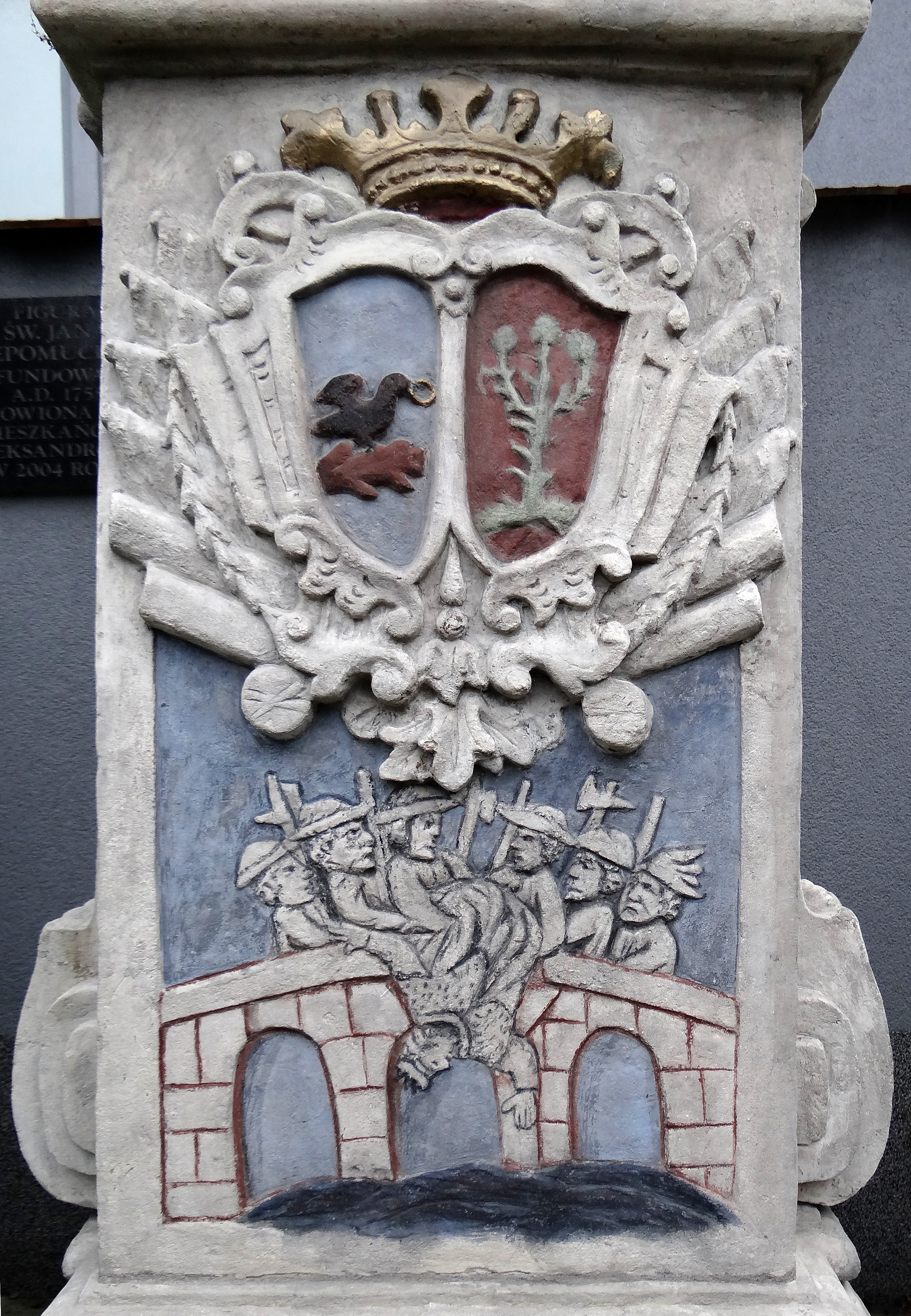
Zrzucenie z mostu. Fragment figury św. Jana Nepomucena w Aleksandrowicach
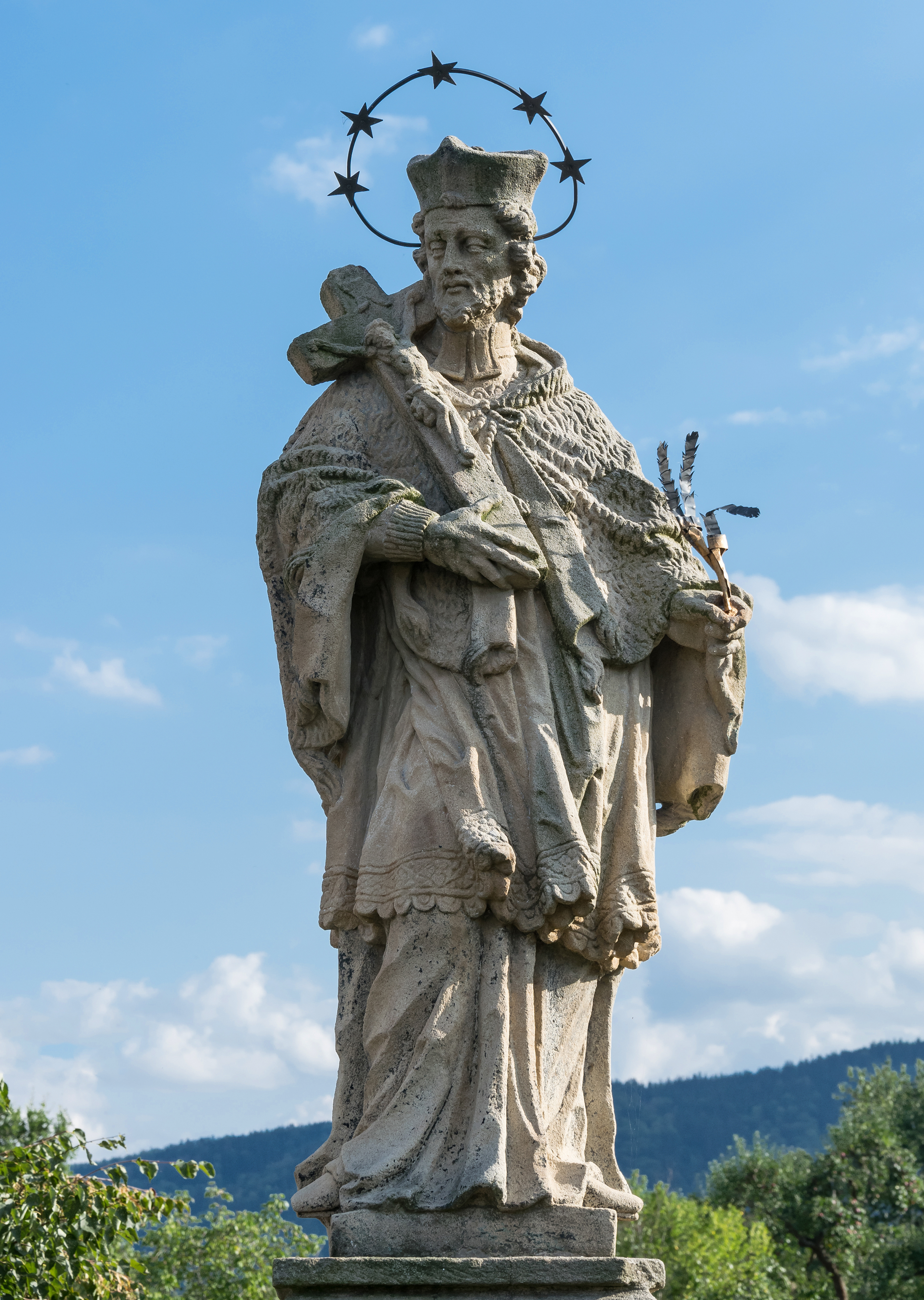
Figura w Nowej Łomnicy
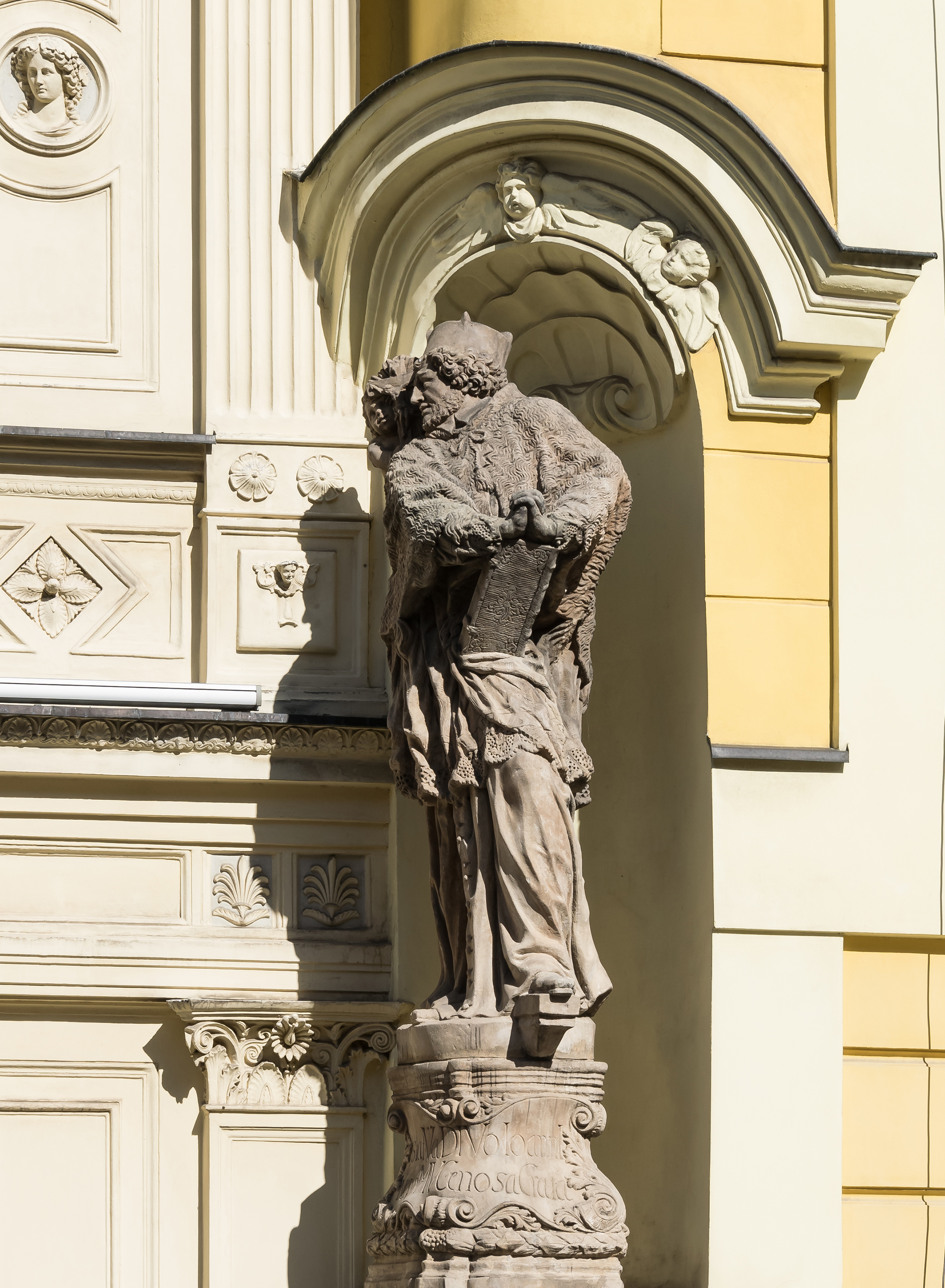
Figura w Świdnicy
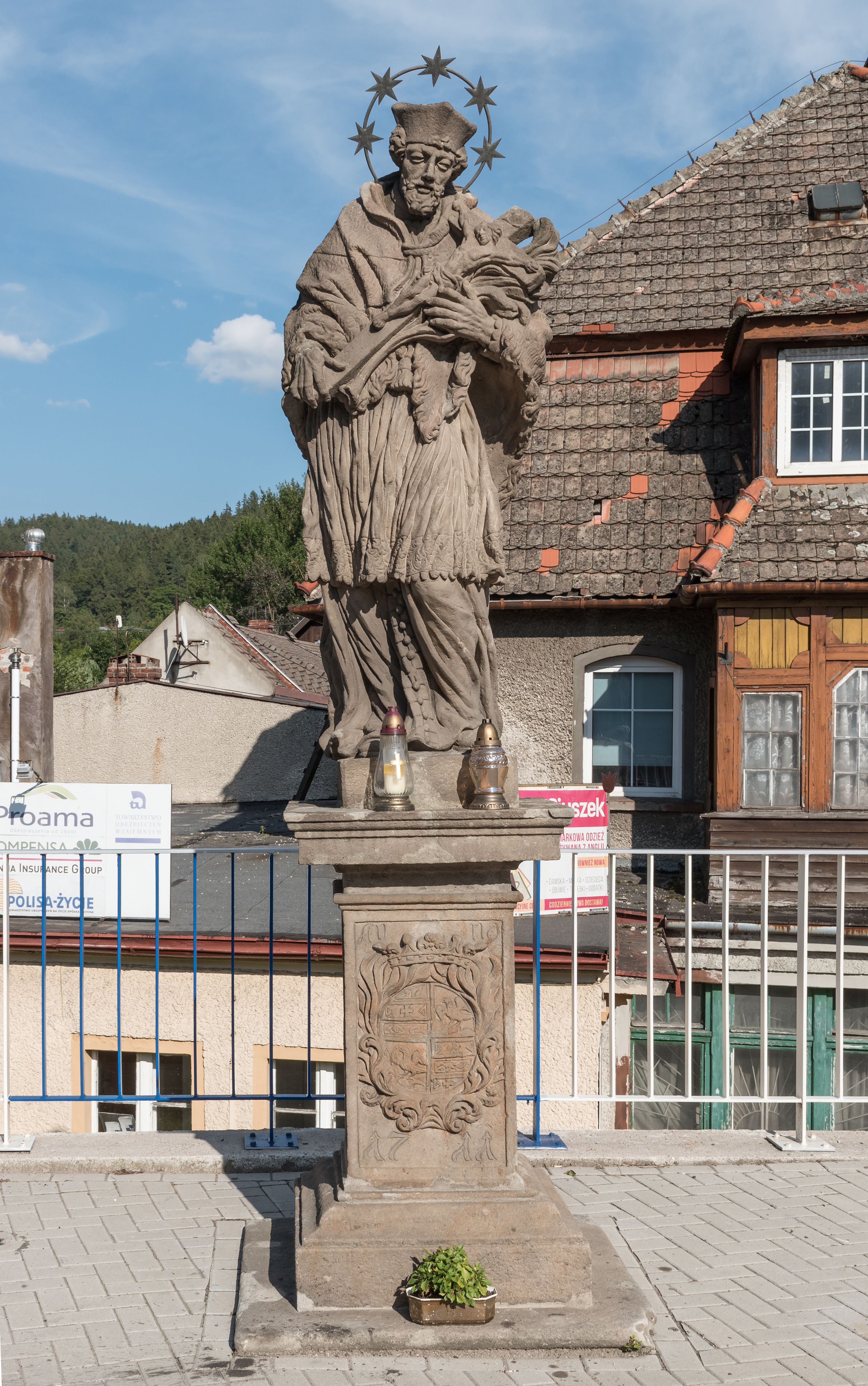
Figura w Szczytnej
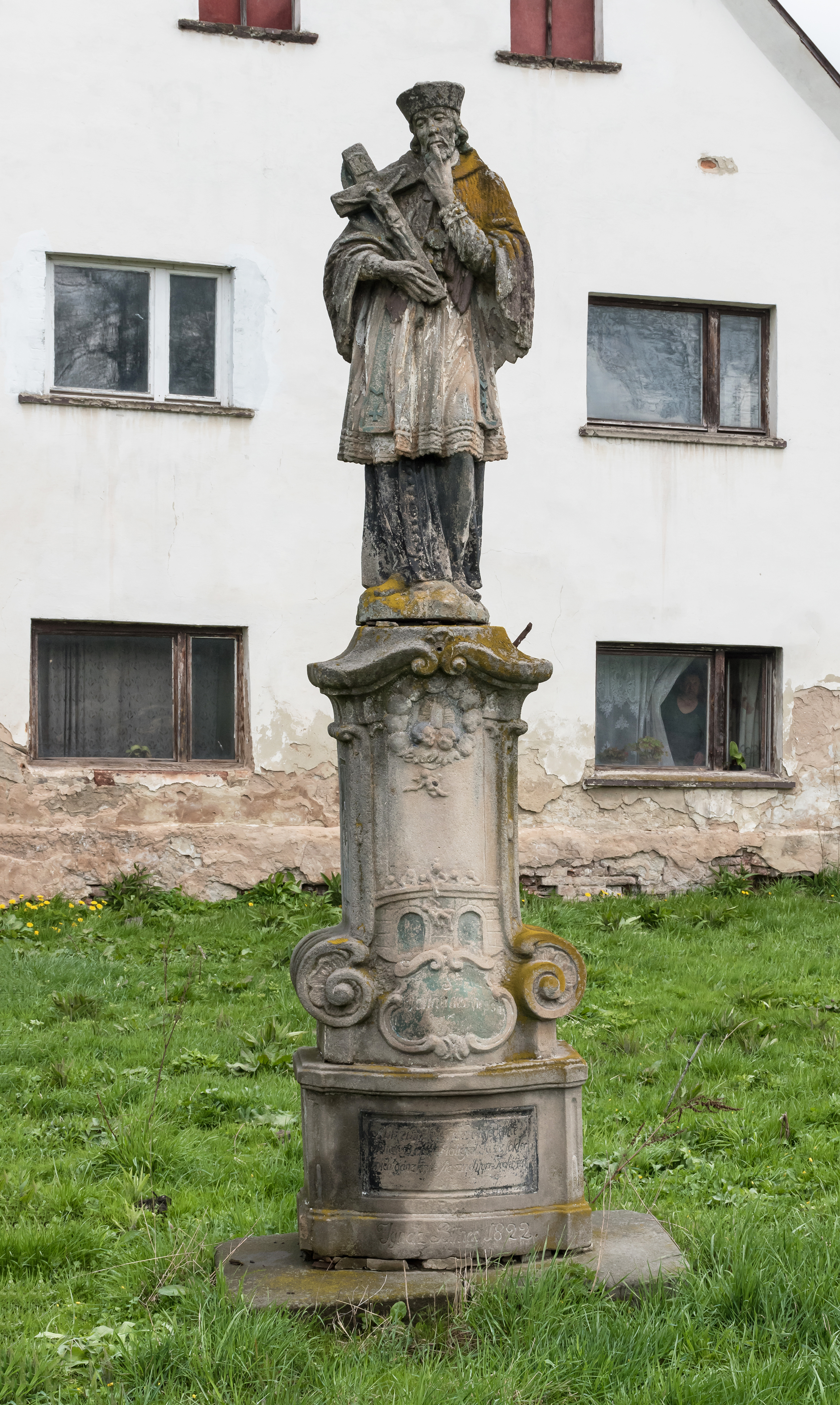
Figura w Wojborzu
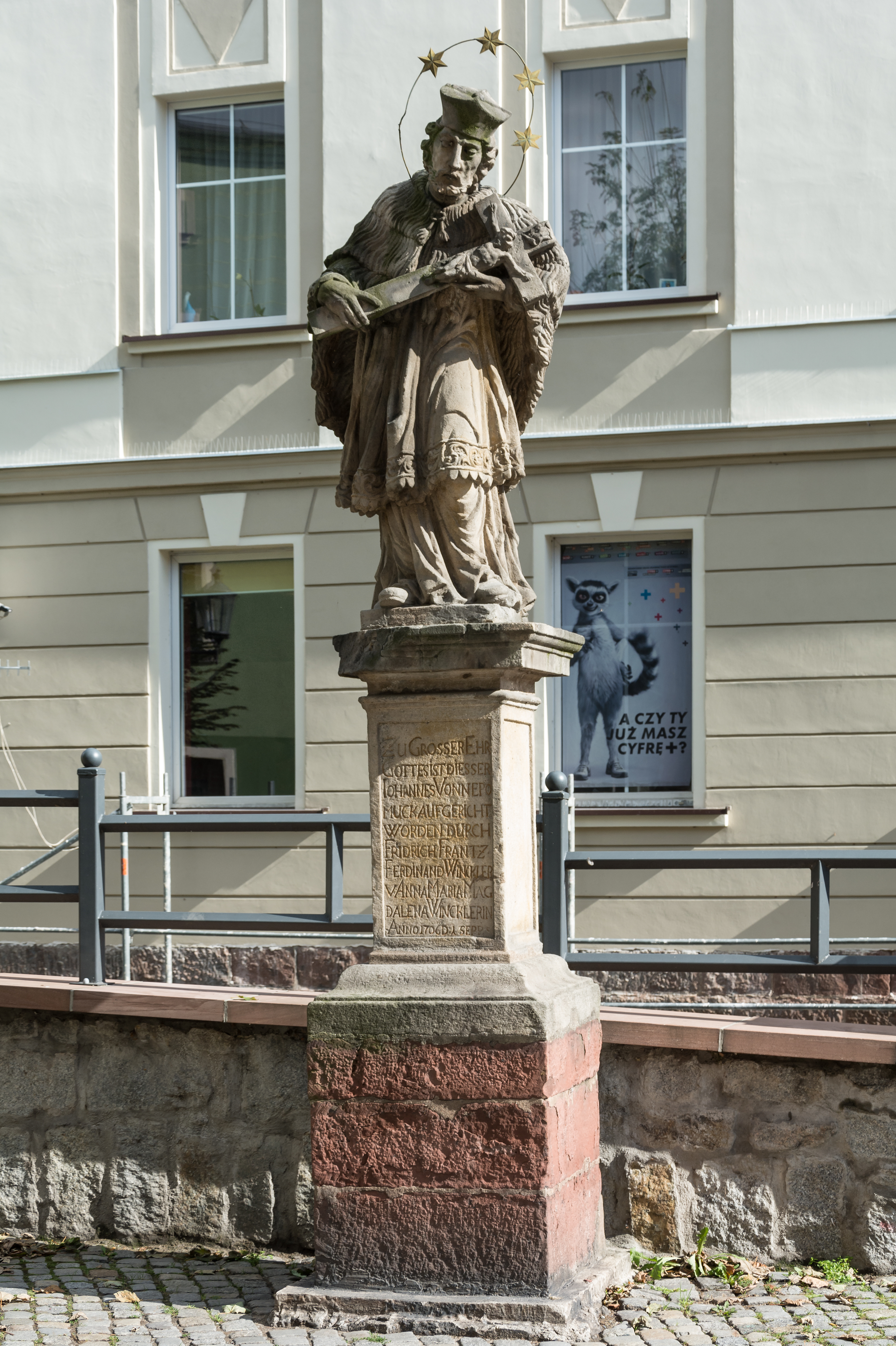
Figura w Nowej Rudzie
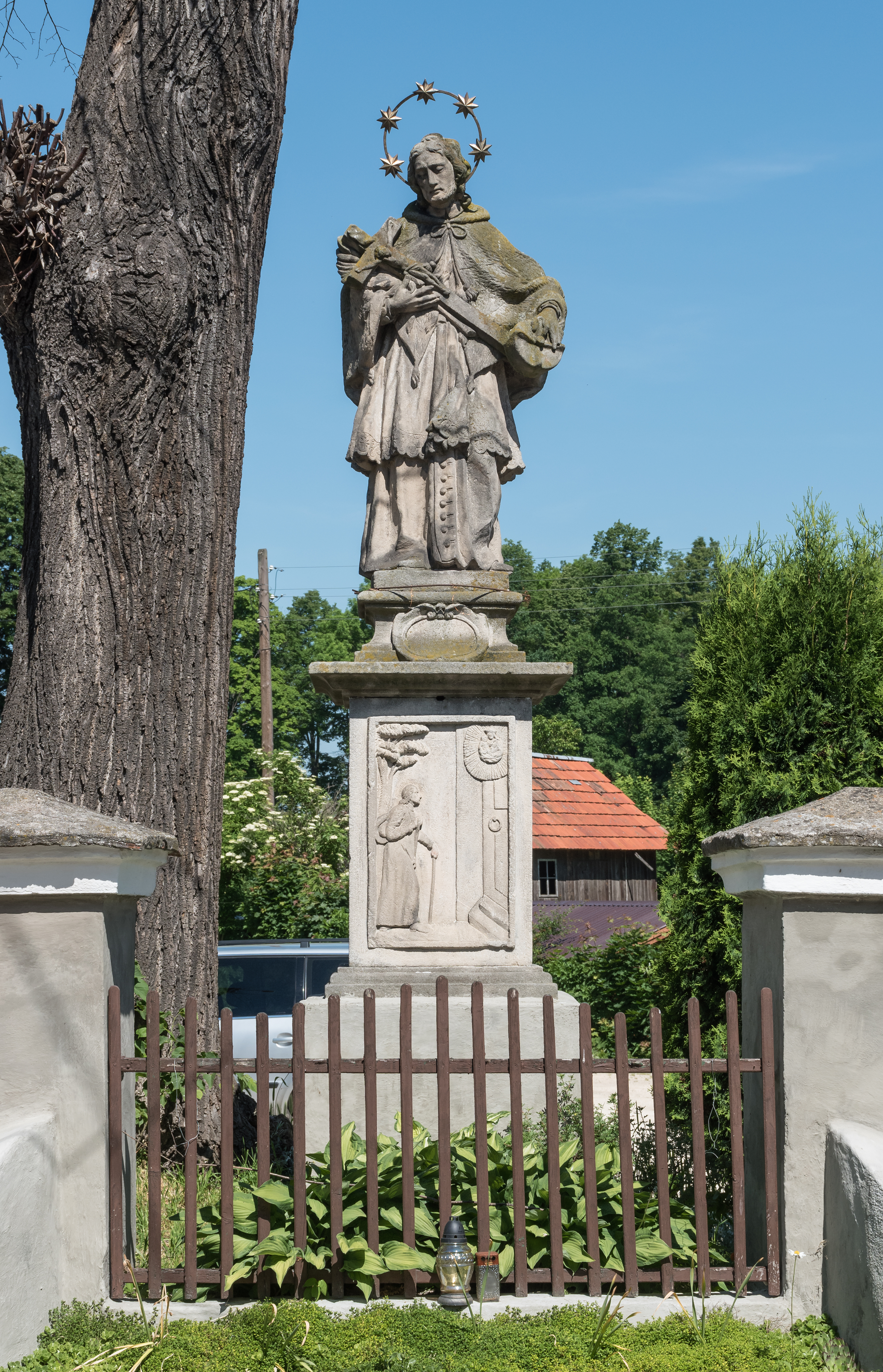
Pomnik w Żelaźnie
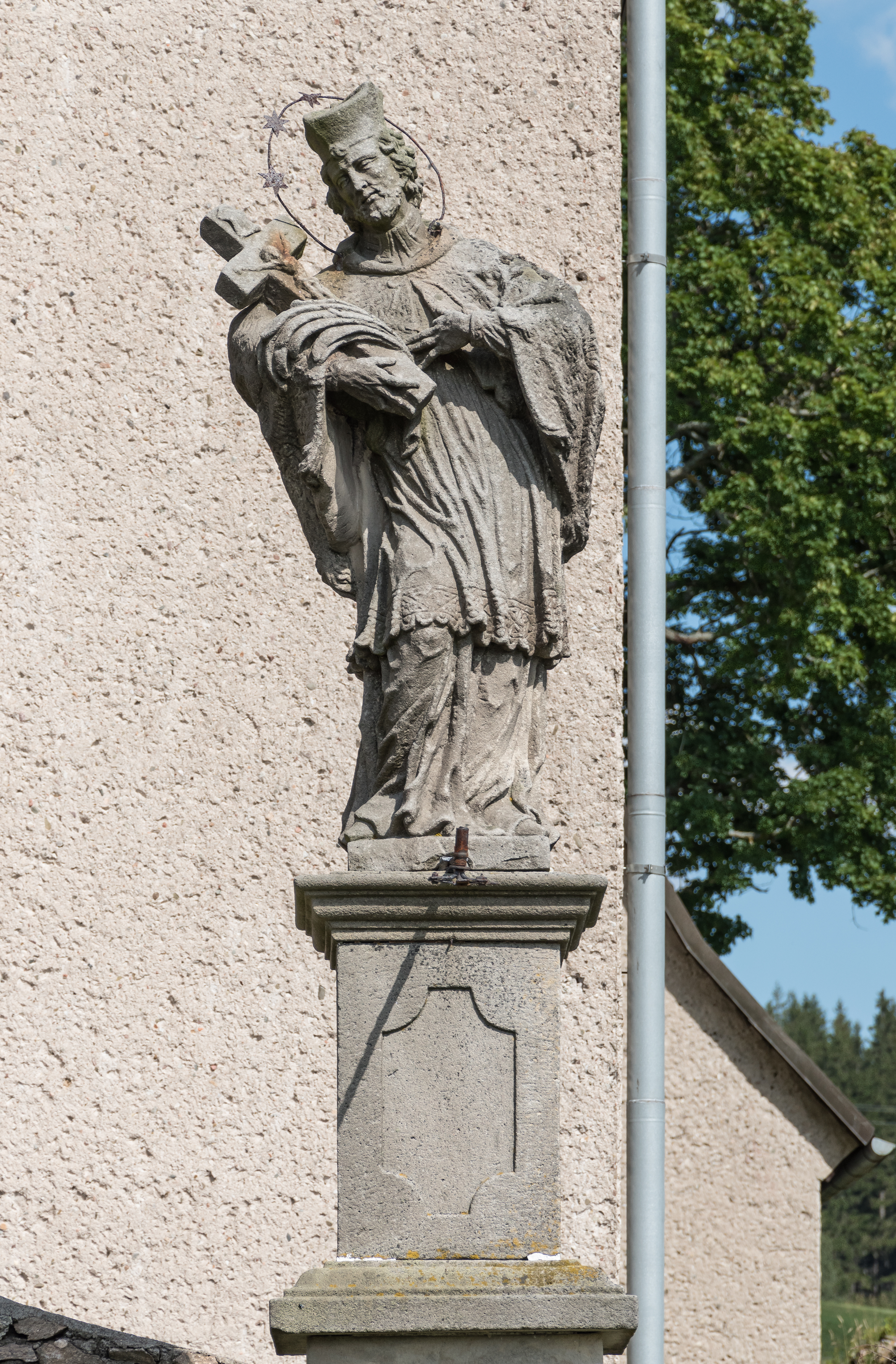
Figura w Mostowicach
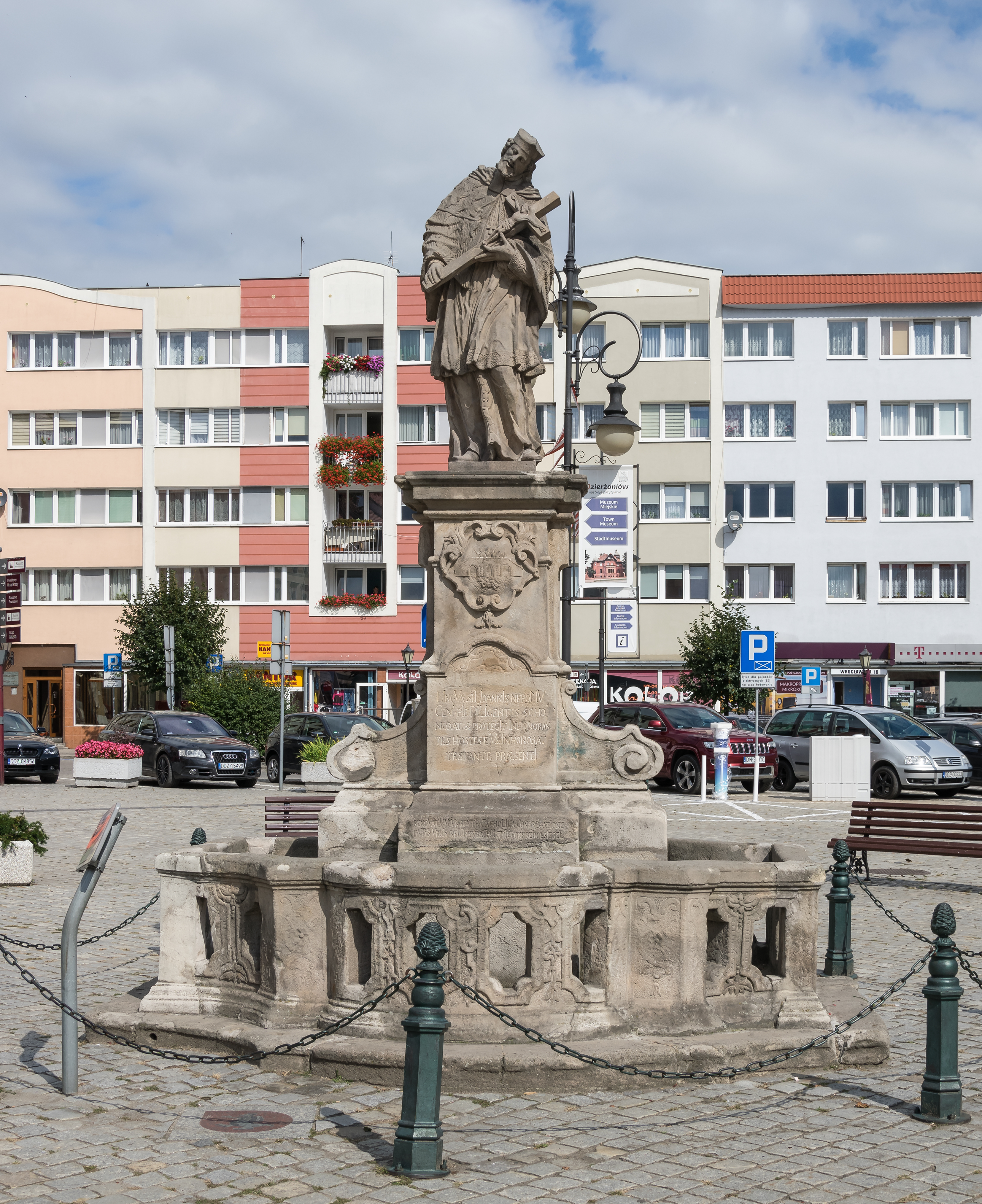
Pomnik w Dzierżoniowie
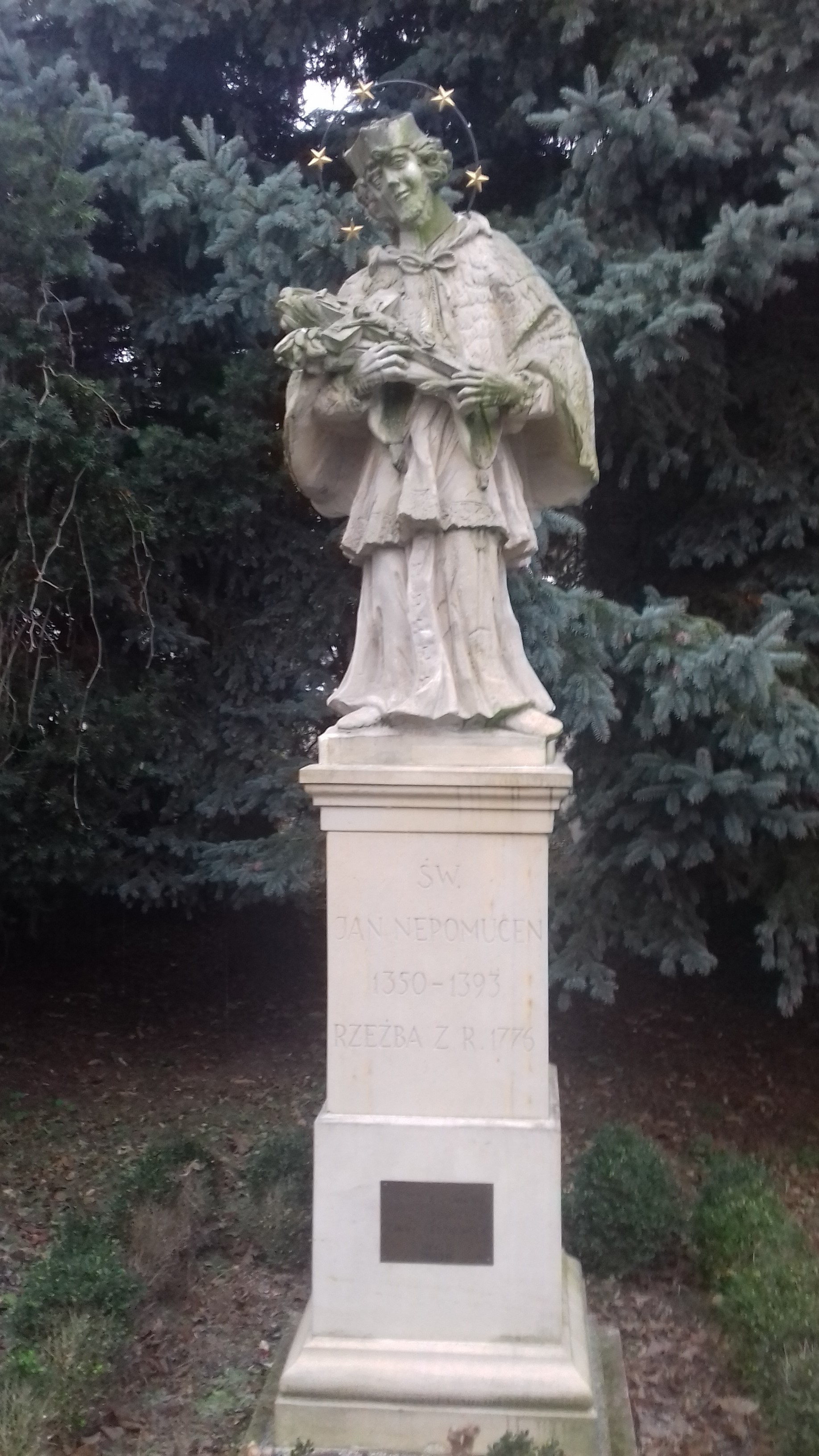
Figura w Lesznowoli
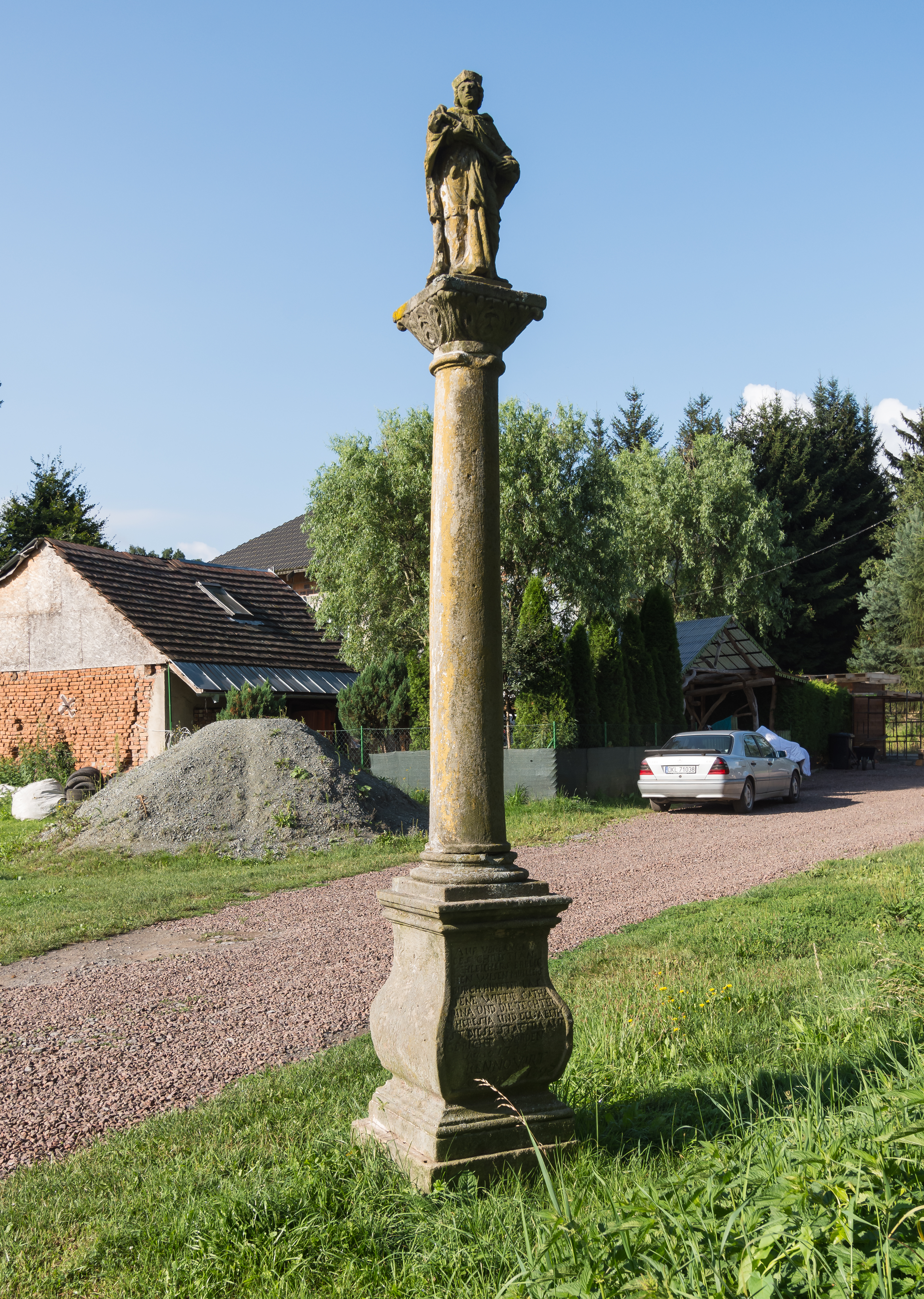
Kolumna w Niwie
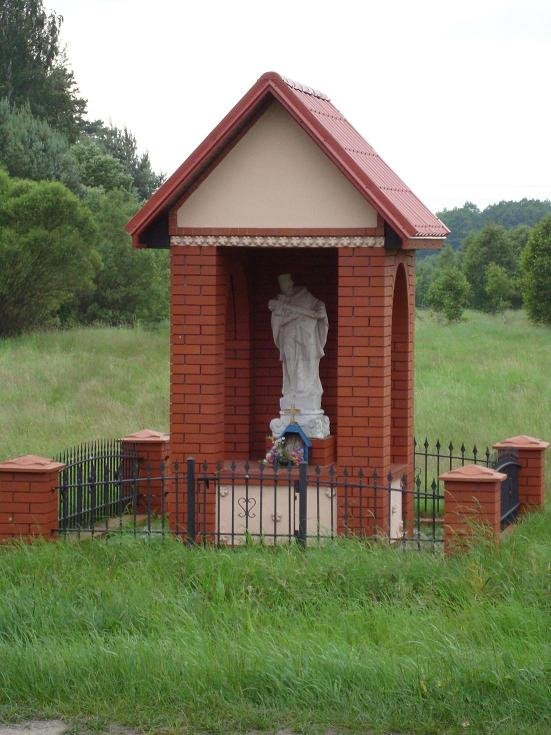
Kapliczka z zabytkową figurą św. Jana Nepomucena z 1789 r. w Wincentowie (powiat konecki)
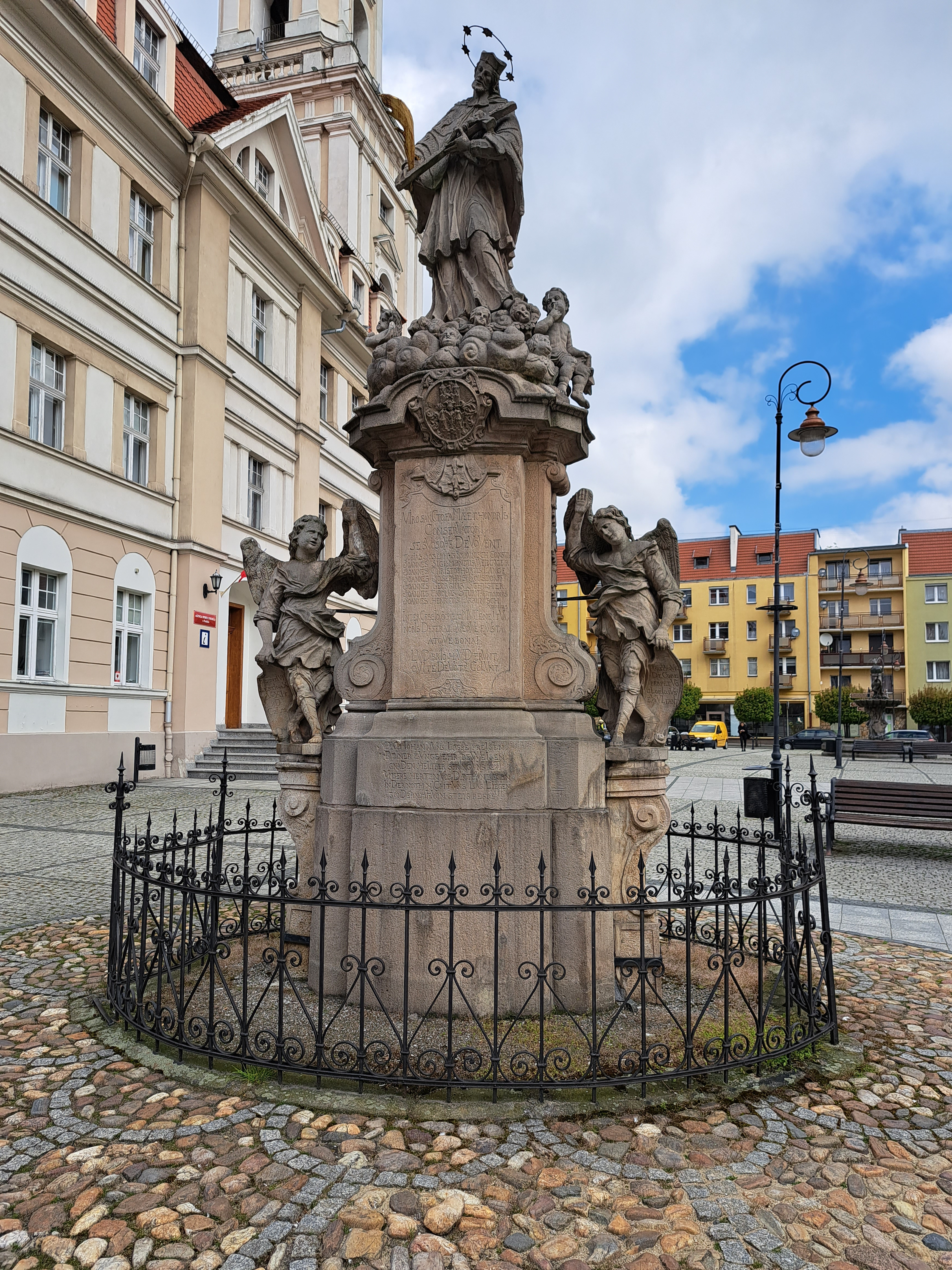
Figura w Prudniku